# Bernard Burke
John Bernard Burke, född 5 januari 1814, död 12 december 1892, var en brittisk genealog.

## Biografi
Burke utgav 1847–1892 en förkortad upplaga av det av fadern John Burke 1826 grundade uppslagsverket Dictionary of the Peerages of England, Ireland and Scotland. Burke förbättrade verket avsevärt, liksom flera av faderns genealogiska arbeten, av vilka jämte det ovan anförda kan nämnas det i flera upplagor av Burke 1843–1886 utgivna Landed Gentry, ett genealogiskt lexikon över den obetitlade godsägararistokratin i Storbritannien och Irland. Burke skrev själv flera betydande genealogiska arbeten och innehade dessutom höga ämbetsposter. År 1853 blev han Ulster king of arms, och adlades året därpå. År 1874 blev han chef för National Gallery i Dublin.